# Guarayu-Siriono-Jora
Guarayu-Siriono-Jora, jezična skupina porodice Tupi-Guarani, Velike porodice Tupian, raširena u Boliviji. Skupina obuhvaća tri jezika Indijanaca Guarayu, Jorá i Sirionó. Glavni jezik guarayu ima između 7 i 8 tisuća govornika uz rijeku Guarayos; grupa Sirionó oko 500 govornika u departmanima Beni i sjeveroistočnom Santa Cruzu, jorá je gotovo nestao. 

## Vanjske poveznice
- Ethnologue (14th)
- Ethnologue (15th)